# Potato (ban nhạc)
Potato (tiếng Thái: โปเตโต้) là một ban nhạc rock nổi tiếng tại Thái Lan.

## Lịch sử
Potato ban đầu được thành lập bởi các thành viên gồm: Peechanit Oan-Aari (Pee), Nantakrai Cham-Jaiharn (Note), Oranuch Tangdechavut (Nuch), and Suwatin Watthanawitukun (Bom). Giọng hát chính trong nhóm là Peechanit Oan-Aari (Pee), nhưng qua đời ngày 3 tháng 10 năm 2002. Nhóm tan rã sau đó nhưng tái hợp chỉ sau một năm - 2003. Từ 2008, Potato có thành viên đánh trống là Kan Uamsupan (Kan) thay thế cho Suwatin Watthanawitukun (Bom) - đã rời nhóm sau khi thu âm album "Sense". Bom vẫn thi thoảng xuất hiện trong nhóm. Potato hiện gồm Patchai "Pup" Pukdesusook (vocals), Piywawat "Ohm" Anukul (bass), and Kan Uamsupan (drums). Rattanapon "Win" Keng-Rean - chơi ghita rời nhóm năm 2010. Năm 2013, Teekatas "Hang" Taviarayakul gia nhập chơi ghita trong nhóm.

## Các thành viên

### Thành viên hiện tại
- Patchai Pukdesusook (Pup) – giọng chính (2001 - nay)
- Teekatas Taviarayakul (Hung) - guitar (2013 - nay)
- Piyawat Anukul (Ome) - bass (2003 - nay)
- Kan Uamsupan - trống (2008, 2009 - nay)
- Kiattiyos Malathong (Aum) - keyboard (2013 - nay; keyboard)

### Cựu thành viên
- Rattanapon Keng-Rean (Win) - guitar (2003 - 2010)
- Suwatin Watthanawitukun (Bom) - trống (2001 - 2007)
- Nantakrai Cham-Jaiharn (Note) - guitar (2001 - 2004)
- Oranuch Tangdechavut (Nuch) - bass (2001 - 2002)
- Peechanit Oan-Aaree (Pee) - giọng chính (2001 - 2002)

## Sự nghiệp âm nhạc

### Album phong thu

#### Potato (2001; 1st)
1. เร็วมาก (Rew mark)
2. เธอไปกับใคร (Ter pai kub krai)
3. ร้องไห้ไม่เป็น (Rong hai mai pen)
4. ลืมมันซะ (Luem mun sa)
5. อยู่นี่ไง..เพื่อน (Yoo nee ngai...puen)
6. ทำนองที่หายไป (Tum-nong tee hai pai)
7. ไม่ให้เธอไป (Mai hai ter pai)
8. คนดีไม่มีที่อยู่ (Khon dee mai mee tee yoo)
9. วันละ 1 หน (Wun la nueng hon)
10. ส้วม (Suam)

#### Go...On (2003; 2nd)
1. ไม่ให้เธอไป (Mai hai tur pai)
2. ชู้ บี ดู วับ (Choo be doo wub)
3. ทำไมหน้าบึ้ง (Tum mai nah bueng)
4. ผู้ชายขี้กลัว (Poo chai kee krue)
5. ไม่เป็นไรเกรงใจ (Mai pen rai klieng jai)
6. น้ำหอม (Num hom)
7. กล้าพอไหม (Kla por mai)
8. ความทรงจำ (Kwam song jum)
9. ลืมตาในน้ำ (Luem tah nai num)
10. อย่าไปเสียน้ำตา (Yai pai sei num tah)
11. ไม่น่าเลย (Mai nah loey)

#### Focus (2004)
1. ขอบใจ (khorb jai)
2. Sassy Girl
3. กล้าพอไหม (glah por mai)
4. ทำนองที่หายไป (tum norng tee hai bai)
5. คนดีไม่มีที่อยู่ (khon dee mai mee tee yuu)
6. ไม่ให้เธอไป (mai hai tur bai)
7. ซู้ปิดูวับ (shuu be duu wab)
8. ผู้ชายขี้กลัว (phuu chai khee gluah)
9. ลืมตาในน้ำ (leurm dtaa nai naam)
10. เธอไปกับใคร (tur bai gab khrai)

#### Life (2005; 3rd)
1. ที่เดิม (Tee derm)
2. ปากดี (Pak dee)
3. ลา ลา ลา (La la la)
4. วางไว้ (Wang wai)
5. ภาษากาย (Pa sar kai)
6. Letter
7. รักแท้ ดูแลไม่ได้ (Ruk tae doo lae mai dai)
8. อย่ามาทำหน้าตาดี (Yah mar tum nah tah dee)
9. กำแพง (Gum pang)
10. สามเวลา (Sarm we lah)
11. หวังดีเสมอ (Wung dee sar mher)

#### Collection (2006)
1. ขอบคุณที่รักกัน (Medium) (Khob khun tee ruk kun)
2. ไม่ให้เธอไป (Mai hai ter pai)
3. ลืมตาในน้ำ (Luem ta nai narm)
4. ปากดี (Park dee)
5. ทำนองที่หายไป (Tum norng tee hai pai)
6. กล้าพอไหม (Kla por mai)
7. คนดีไม่มีที่อยู่ (Khon dee mai mee tee yoo)
8. รักแท้ดูแลไม่ได้ (Ruk tae doo lae mai dai)
9. Sassy Girl
10. ที่เดิม (Tee derm)
11. ภาษากาย (Pasa kai)
12. ขอบใจ (Khob jai)
13. น้ำหอม (Narm hom)
14. ขอบคุณที่รักกัน (Acoustic) (Khob khun tee ruk kun)

#### Sense (2007; 4th)
1. บันไดเสียง (Bun dai sieng)
2. เพียงพอ (Pieng por)
3. คนกลาง (Khon klang)
4. ห้ามใจไม่ไหว (Harm jai mai wai)
5. เข้าทาง (Kao tarng)
6. ฟังความข้างเดียว (Fung kwam karng diew)
7. ปล่อย (Ploi)
8. นี่แหละความเสียใจ (Nee lae kwam sei jai)
9. ถ้าพรุ่งนี้ฉันทําไม่ได้ (Tah proong nee chun tum mai dai)
10. ชีวิตที่ขาดเธอ (Chewit tee kard ter)
11. Night Life

#### Refresh (2008)
1. รักเธอไปทุกวัน (Ruk ter pai tuk wan)
2. อารมณ์สีเทา (A-rom si tao)
3. ที่เดิม Refresh (Tee derm Refresh)
4. ลา ลา ลา Refresh (La la la Refresh)
5. คำตอบของหัวใจ Refresh (Kam tob khong hua jai Refresh)
6. นี่แหละความเสียใจ Refresh (Nee lae kwam sei jai Refresh)
7. ปากดี Refresh (Park dee Refresh)
8. Sassy Girl Refresh
9. เพียงพอ Refresh (Pieng por Refresh)
10. รักแท้ดูแลไม่ได้ Acoustic Piano (Khob khun tee ruk kun)

#### Circle (2008; 5th)
1. Circle
2. ทนพิษบาดแผลไม่ไหว (Ton pis baad phae mai whai)
3. รอ (Rau)
4. ฉันรักเธอ (Chan ruk ther)
5. พระจันทร์ดวงเก่า (Pra jun daung kao)
6. สิ่งที่ใจต้องการ (Sing tee jai tong karn)
7. Share
8. เบียด (Biad)
9. ยื้อ (Yue) (Feat. เต๋า Sweet Mullet; OST. The Coffin โลงต่อตาย)
10. มีอะไรจะเล่าให้ฟัง (Mee aa rai ja lao hai fang)

#### Human (2011; 6th)
1. เล่นลิ้น (Len lin)
2. ไม่รู้จะอธิบายยังไง (Mai roo ja ar ti bai yang ngai)
3. จำอะไรไม่ได้ (Jum ar rai mai dai)
4. ง่ายๆ (Ngai Ngai)
5. เธอยัง... (Ther yang)
6. Human (Feat. Oang Ab Normal)
7. อาย (Ay)
8. สัญญา(จะไม่ไปไหน)(San ya ja mai pai nai) Feat. Pol Clash
9. อุปสรรคก่อให้รักบังเกิด (Up pa sak kor hai rak bang kird) Feat. Singto Numchok
10. รัก...จัดให้ (Rak jad hai)
11. สัญญา(จะไม่ไปไหน) (San ya ja mai pai nai) (Original Version)

#### ตอนเย็น (Thon-yen) (2013)
1. ฮู้ฮู (Hoo hoo)
2. กี่พรุ่งนี้ (Kee pung nee)
3. Postcard

#### CHUDTEEJED (2019; 7th)
1. อรุณ (Ar roon)
2. ฮู้ฮู (Hoo hoo)
3. เท่าไหร่ไม่จำ (Tao rai mai jam)
4. เธอทำให้ได้รู้ (Ther tam hai dai roo)
5. รอย (Roi)
6. ทิ้งไว้กลางทาง (Ting wai klang tang)
7. เธอคือเรื่องจริง (ใคร) (Ther kue rueng jing (Klai))
8. ทุกด้านทุกมุม (Took dan took moom) feat. Pongsit Kamphee
9. ดวง (Duang)
10. กี่พรุ่งนี้ (Kee phung nee)
11. ยังคง (Yang kong)
12. สมดุล (Som doon)
13. ก็ยังดี (Kor yang dee)
14. แค่นี้ (Kae nee)
15. ไม่เป็นไร (ตอนเย็น) (Mai pen rai (Thon yen))

## Giải thưởng
- Seed Awards 2005
  - Seed Popular Song of The Year for Ruk tae doo lae mai dai
  - Seed Album Of The Year for Life[1][2]
- Top Awards 2005
  - Best Group Artist[3]
- Gmember Award 2009
  - Best Group Artist of The Year
- Sudsapda Yang&Smart 2009
  - Popular Best Group Artist
- Gmember Award 2011
  - Popular Rock Artist
  - Popular Song for Mai roo ja ar ti bai yang ngai
  - Popular Music Video for Mai roo ja ar ti bai yang ngai